# Victor Dieterich
Victor Dieterich (Schreibweise auch Viktor Dieterich; * 26. August 1879 in Neuenstadt am Kocher, Königreich Württemberg; † 8. Dezember 1971 in Stuttgart) war ein deutscher Forstwissenschaftler sowie Hochschullehrer. 

## Leben

### Familie, Ausbildung sowie berufliche Laufbahn
Victor Dieterich, der Sohn des Postinspektors Carl Dieterich sowie dessen Ehefrau Marie geborene Hochstetter, legte 1907 das Abitur am Humanistischen Gymnasium in Maulbronn ab. Nach Ableistung des Wehrdienstes als Einjährig-Freiwilliger, belegte er bis 1902 das Studium der Forstwirtschaft an der Eberhard Karls Universität Tübingen, dort wurde er 1910 zum Dr. rer. pol. promoviert. Während seines Studiums wurde er Mitglied der musischen Studentenverbindung AMV Stochdorphia Tübingen im SV.
Nach Absolvierung einer zusätzlichen praktischen Ausbildung in der Württembergischen Staatsforstverwaltung war Victor Dieterich als Forstassistent angestellt, 1908 wurde er zum Forstamtmann, 1914 zum Forstmeister befördert. 1921 wurde Victor Dieterich mit der Leitung der Württembergischen Forstlichen Versuchsanstalt in Tübingen betraut, 1925 wechselte er, inzwischen zum Oberforstrat ernannt, in die Württembergische Forstdirektion nach Stuttgart, dort trat er 1930 zurück.
Victor Dieterich verfolgte darüber hinaus eine universitäre Karriere. Nachdem er in den Jahren 1918 bis 1920 einen Lehrauftrag an der Eberhard Karls Universität Tübingen ausgefüllt hatte, wurde ihm 1921 die ordentliche Professur der Forstwissenschaften an der Albert-Ludwigs-Universität Freiburg übertragen. Nach dem Ausscheiden aus dem württembergischen Beamtendienst übernahm Victor Dieterich 1930 die gleiche Professur an der Ludwig-Maximilians-Universität München, eine Stelle, die er bis 1947 innehielt. Zusätzlich stand Dieterich dort bis zu seiner Emeritierung im Jahre 1950 dem Institut für Forstwirtschaftspolitik und forstwirtschaftliche Betriebswirtschaftslehre vor.
Victor Dietrich ehelichte 1908 Maria geborene Essig, mit der er zwei Kinder hatte. Er verstarb 1971 in seinem 93. Lebensjahr in Stuttgart.

### Ehrungen
Victor Dieterich, der von 1913 bis 1937 als Schriftleiter der Forstlichen Wochenschrift Silva fungierte, wurde in Anerkennung seiner besonderen Verdienste auf seinem Fachgebiet mehrfach ausgezeichnet, darunter
- 1924 mit der Bestellung zum Mitglied der Forstwissenschaftlichen Gesellschaft Finnlands
- 1930 mit der Aufnahme in den Baden-Württembergische Forstverein
- 1950 mit der Ernennung zum Ehrenmitglied des Baden-Württembergische Forstvereins
- 1951 mit der Wahl zum korrespondierenden Mitglied der Bayerischen Akademie der Wissenschaften
- 1954 mit der Verleihung der Ehrendoktorwürde durch die Forstwissenschaftliche Fakultät der Georg-August-Universität Göttingen
- 1954 mit dem von Bundespräsident Theodor Heuss überreichten Großen Bundesverdienstkreuz des Verdienstordens der Bundesrepublik
- 1964 mit der Verleihung des von der Alfred-Toepfer-Stiftung F.V.S. Hamburg zur Verfügung gestellten Wilhelm-Leopold-Pfeil-Preises
- sowie 1967 mit der Verleihung der Ehrendoktorwürde durch die Universität für Bodenkultur Wien (BOKU)

## Publikationen
- Die Elemente der Wertsmehrung in der Waldwirtschaft, Laupp, Tübingen, 1911
- Forstliche Betriebswirtschaftslehre : Ein Lehr- und Handbuch, 3 Bände, Parey, Hamburg, Berlin, 1938 - 41
- Gutachten über forstwirtschaftliche Teilfragen des oberschlesischen Planungswerks insbesondere über die Wechselbeziehungen von Industrie und Forstwirtschaft, München, 1942
- Die gemeinwirtschaftliche Bedeutung grösseren Privatwaldbesitzes, Ulmer, Ludwigsburg, 1948
- Forstwirtschaftspolitik : Eine Einführung, Parey, Hamburg, Berlin, 1953
- Gesammelte Aufsätze, insbesondere zur forstlichen Wirtschaftslehre. Landesforstverwaltung Baden-Württemberg, Stuttgart 1976.